# جوزيف راسيل
جوزيف راسيل هو سياسي كندي، ولد في 1 أكتوبر 1868 في تورونتو في كندا، وتوفي بنفس المكان في 14 ديسمبر 1925. حزبياً، نشط في حزب أونتاريو المحافظ التقدمي. وقد انتخب عضو برلمان مقاطعة أونتاريو وانتخب عضو مجلس العموم الكندي.